# Chiesa di San Quintino (Gossolengo)
La chiesa di San Quintino è la parrocchiale di Gossolengo, in provincia di Piacenza e diocesi di Piacenza-Bobbio; fa parte del vicariato di Piacenza e Gossolengo.

## Storia
La primitiva cappella gossolenghese risultava già esistente nel XVI secolo. Il campanile fu eretto accanto a questo edificio tra il 1616 e il 1617, mentre l'oratorio venne dotato di una volta sorretta da otto pilastri nel 1653.
La parrocchiale fu interessata da un rifacimento su progetto di Camillo Antonio Costantini tra il 1843 e il 1846; in questa occasione vennero realizzate le navate laterali.
Un nuovo ampliamento fu condotto tra il 1904 e il 1906, allorché la navata maggiore fu innalzata e l'aula venne prolungata di sette metri; nel 2003 si procedette alla ricostruzione del tetto della chiesa.

## Descrizione

### Esterno
La facciata a salienti della chiesa, rivolta a ponente, presenta un corpo centrale che è scandito da due coppie di lesene tuscaniche sorreggenti la trabeazione, caratterizzata dalla scritta "DIVO QUINTINO MARTIRI DICATUM", e il timpano e che presenta il portale maggiore sormontato dal rosone; ai lati si sviluppano due ali di minore altezza in cui si aprono gli ingressi secondari e due finestrelle semicircolari.
Annesso alla parrocchiale è il campanile a base quadrata e in mattoni a faccia vista; la cella è caratterizzata su ogni lato da una monofora ai lati della quale sono presenti due lesene.

### Interno
L'interno dell'edificio è suddiviso da pilastri, abbelliti da lesene doriche, sorreggenti archi a tutto sesto in tre navate composte da cinque campate, quattro delle quali voltate a botte e l'ultima coperta da volta a crociera; al termine dell'aula si sviluppa il presbiterio, introdotto dall'arco santo, sopraelevato di un gradino e caratterizzato da volta a botte.
Sulle navate laterali si affacciano le due cappelle; quella di sinistra è intitolata alla Beata Vergine del Rosario, mentre quella di destra al Crocifisso